# Poniklá
Poniklá est une commune du district de Semily, dans la région de Liberec, en République tchèque. Sa population s'élevait à 1 089 habitants en 2021.

## Géographie
Poniklá se trouve à 12 km au nord-ouest de Semily, à 32 km au sud-est de Liberec et à 98 km au nord-est de Prague.
La commune est limitée par Vysoké nad Jizerou et Jablonec nad Jizerou au nord, par Jestřabí v Krkonoších à l'est, par Víchová nad Jizerou au sud-est et au sud et par Roprachtice à l'ouest.

## Histoire
La première mention écrite de la localité date de 1354.

## Transports
Par la route, Peřimov se trouve à 10 km de Jablonec nad Jizerou, à 17 km de Semily, à 53 km de Liberec et à 131 km de Prague.